# Harvest (Naglfar)
Harvest är det svenska melodisk black metal-bandet Naglfars femte studioalbum, utgivet i februari 2007 på Century Media Records och i Japan på Toy's Factory i mars samma år. Albumet gavs ut i digipakversion med en bonus-DVD med liveuppträdanden.
Skivan är bandets första och enda med Peter Morgan Lie, som tog över basistpositionen från Kristoffer Olivius så att denne kunde fokusera helt på sången. Det var också Naglfars sista album med trummisen Mattias Grahn.

## Låtlista
DISC 1 (CD)
1. "Into the Black" – 4:33
2. "Breathe Through Me" – 3:17
3. "The Mirrors of My Soul" – 4:58
4. "Odium Generis Humani" – 5:07
5. "The Darkest Road" – 4:11
6. "Way of the Rope" – 5:56
7. "Plutonium Reveries" – 5:00
8. "Feeding Moloch" – 5:12
9. "Harvest" – 7:10

Bonusspår på japanska utgåvan
1. "Necrospiritus" – 5:22

DISC 2 (DVD)
1. "Spoken Words of Venom" (live) – 4:17
2. "The Perpetual Horrors" (live) – 3:36
3. "Carnal Scorn & Spiritual Malice" (live) – 4:26
4. "A Swarm of Plagues" (live) – 5:32
5. "Interview with Kristoffer Olivius" – 19:06
6. "The Perpetual Horrors" (Promo Video) – 3:49

## Medverkande
Musiker
- Kristoffer "Wrath" Olivius – sång
- Marcus E. Norman – gitarr, akustisk gitarr, keyboard
- Andreas Nilsson – gitarr
- Peter Morgan Lie – basgitarr
- Mattias Grahn – trummor

Produktion
- Marcus E. Norman – inspelningstekniker
- Magnus Lindberg – mastering
- Travis Smith – albumkonst
- Niklas Carlsson – design
- Nadine Mainka – layout